# Gioacchino Besozzi
Gioacchino Besozzi (Milano, 23 dicembre 1679 – Tivoli, 18 giugno 1755) è stato un cardinale italiano.

## Biografia
Membro della famiglia dei conti Cormano, a sedici anni entrò nella Congregazione di Lombardia dell'Ordine cisterciense.
Papa Benedetto XIV lo nominò cardinale il 9 settembre 1743; nel concistoro del 23 settembre successivo ricevette la berretta cardinalizia con il titolo di San Pancrazio fuori le mura e fu nominato allo stesso tempo membro delle Congregazioni del Santo Uffizio, Concilio, Indice, Vescovi e Regolari, Indulgenze e Sacre Reliquie e affidandogli la revisione dei libri della Chiesa orientale.
Il 5 aprile 1745 optò per il titolo di Santa Croce in Gerusalemme, che si era allora reso vacante. Il papa gli affidò, assieme al cardinale Fortunato Tamburini, a Antoine Brèmond, generale dei predicatori, e a Balustraci, minore conventuale, un importante e delicato incarico, quello giudicare le accuse di giansenismo contro le opere di Fulgenzio Bellelli e Lorenzo Berti, frati agostiniani.
Nel 1747 fu eletto sommo penitenziere al posto del defunto cardinale Vincenzo Petra, avendo creduto bene, come scriveva papa Benedetto XIV al cardinale de Tencin, che questo posto stia in mano ad un religioso di vita esemplare, e che sia anche in grado di confessare, quando venga la congiuntura e che dovendo assistere al Papa nella morte, sappia quello che deve farsi. 
Nel 1755 morì a Tivoli e fu sepolto nella Basilica di Santa Croce in Gerusalemme e gli fu eretto un monumento funebre di Innocenzo Spinazzi, su suggerimento di papa Benedetto XIV.